# 小泉公二
小泉 公二（こいずみ こうじ、1956年 - ）は、日本のテレビディレクター、テレビプロデューサー。NHKエグゼクティヴ・プロデューサーや、NHK理事待遇関連事業局長、NHK出版代表取締役社長等を歴任した。

## 人物・経歴
青森県八戸市出身。青森県立八戸高等学校を経て、上智大学法学部卒業後、1979年日本放送協会（NHK）に入局し、ディレクターとなった。NHK報道局エグゼクティヴ・プロデューサー等を経て、2008年NHK編成局編成主幹。
NHK編成局編成主幹・衛星放送センター長を経て、2011年NHK関連事業局長。2014年NHK関連事業局長（理事待遇）。2015年NHK出版代表取締役社長。2017年NHKインターナショナル理事長。八戸特派大使も務めた。